# Messels gruva
Messels gruva, ett världsarv i Messel, Tyskland, upptaget 1995. Många fossila fynd har hittats här, varav det första 1875. Alla fynd har varit från eocenepoken. Platsen är ett före detta dagbrott. Bland fossilen finns däggdjur, fåglar, kräldjur, fiskar, insekter och växter. Påfallande är kvaliteten av fossilens mjuka delar. Bland betydande fynd kan nämnas Propalaeotherium (en tidig form av hästdjur) som bekräftades med 70 olika exemplar, Messelornis cristata som räknas till familjen tran- och rallfåglar[källa behövs]. Det idag mest uppmärksammade fossilet är ett 47 miljoner år gammalt fynd av ett tidigt primatsläkte, som fått arbetsnamnet Ida.
Messels gruva är Tysklands första naturarv.

## Historia
Gruvans oljeskiffer skapades under eocen för ungefär 47 miljoner år sedan. Området var då en 300 meter djup maar som fylldes med sediment. Enligt en borrning som utfördes 2001 är skikten med själva oljeskiffern 150 meter tjocka. Därför uppskattas att sjön existerade i över 1,5 miljoner år[källa behövs]. På grund av sjöns stora djup ändrades vattnets sammansättning bara vid ytan, och i djupare regioner fanns brist på syre.
Områdets klimat var under eocen tropiskt eller subtropiskt, och döda djur eller växter som gick mot sjöns botten blev förstenade.
Messels gruva var i drift mellan 1859 och 1970. Här bröts oljeskiffer, järnmalm och brunkol. Efter gruvdriften planerade man att fylla gruvan med avfall men planen avvisades efter protester av vetenskapsmän och regionens befolkning. Gruvan nominerades istället hos Unesco som deklarerade malmbrottet den 8 december 1995 som världsarv[källa behövs].

## Fossilen
Platsens fossil har utmärkande kvalitet och hos några finns avtryck av mjukdelar, magsäckens innehåll, insektsvingar och embryon kvar.
Ett problem är att oljeskiffern består till 40 procent av vatten. Efter torkning blev många fossil förstörda. Först under 1960-talet hittades en metod som bevarar fossilen i konstgjord kåda[källa behövs].

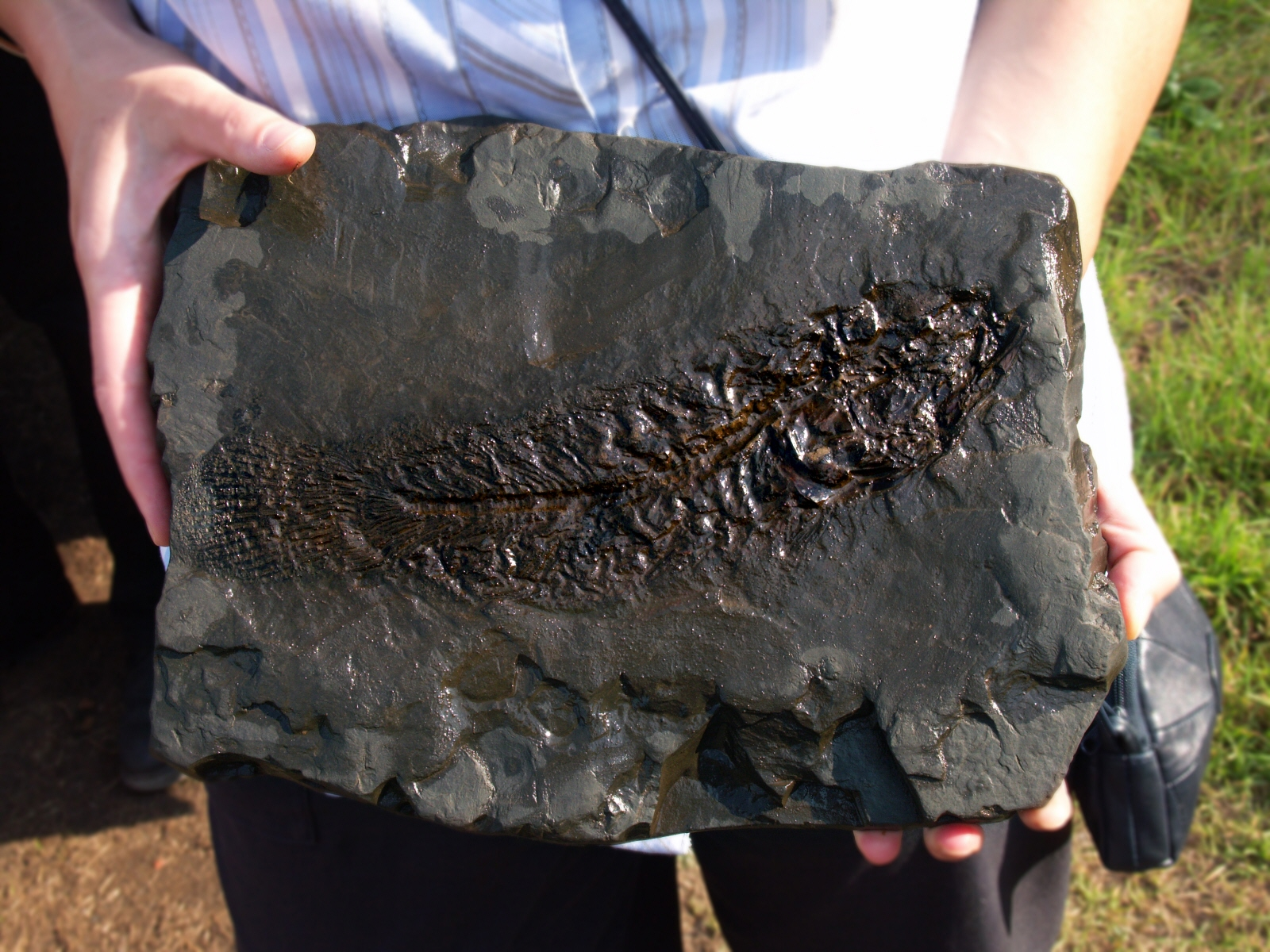
Fossil av en fisk
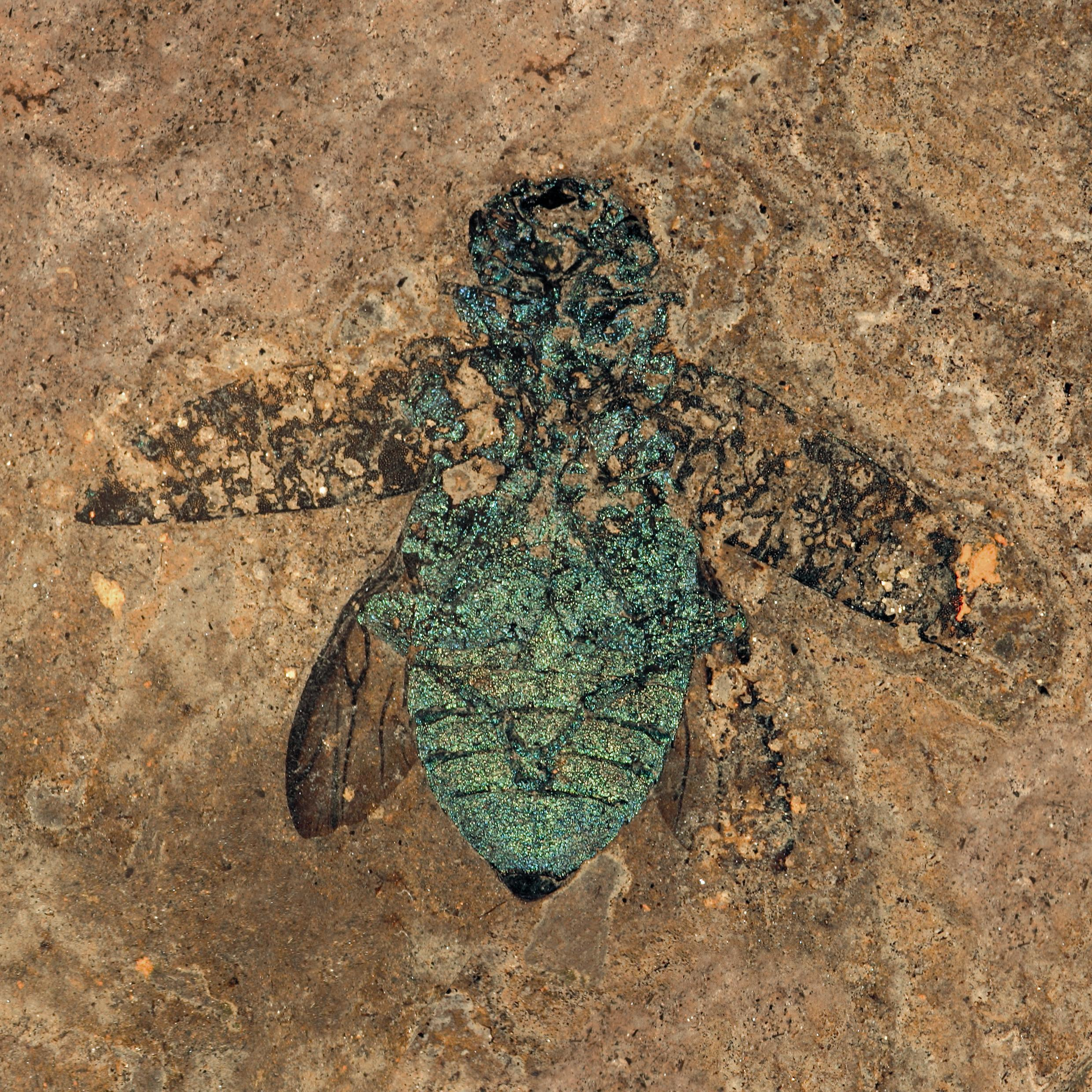
Fossil av en praktbagge
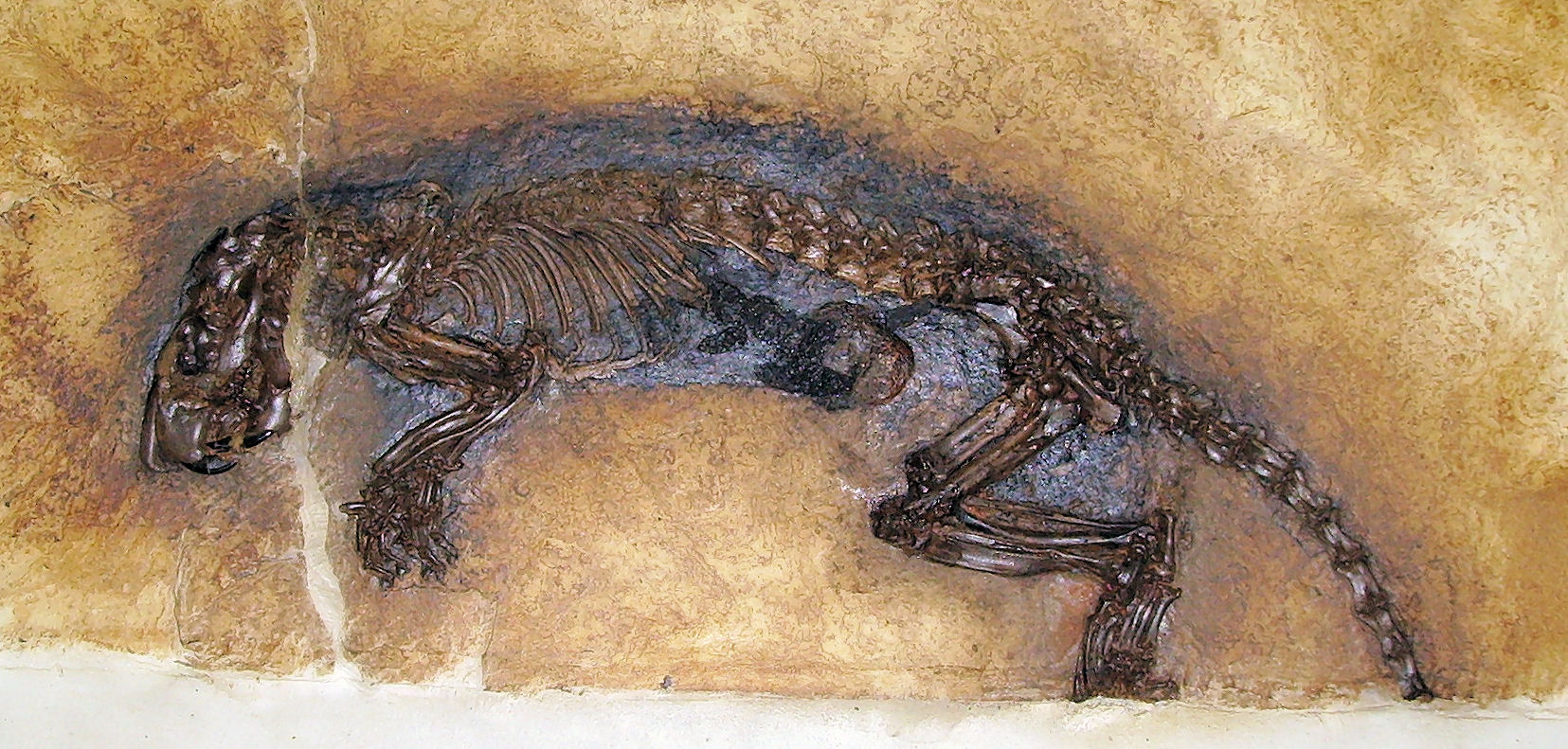
Fossil av Masillamys, en tidig gnagare
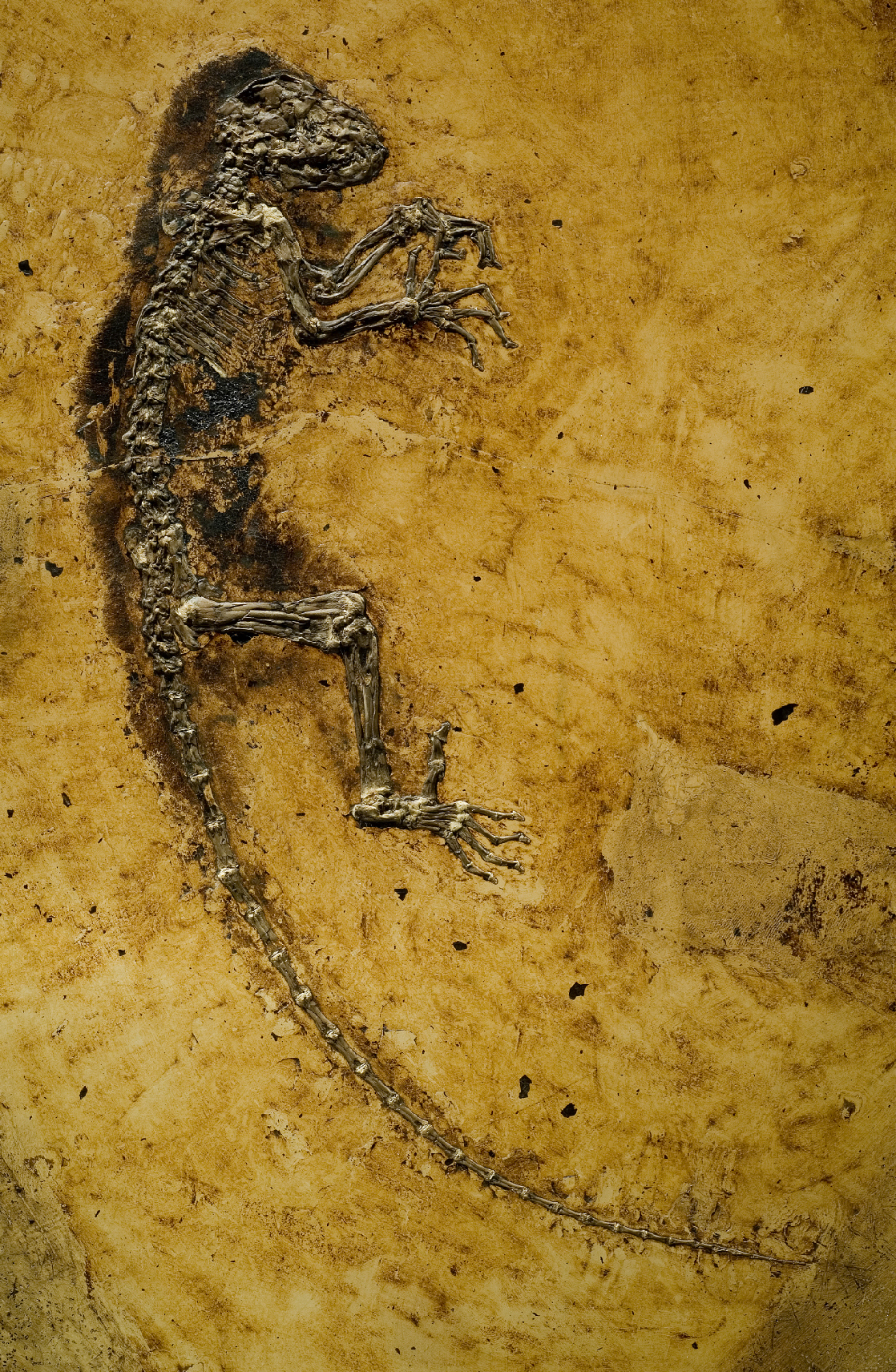
Lilla "Ida", en fossil Darwinius
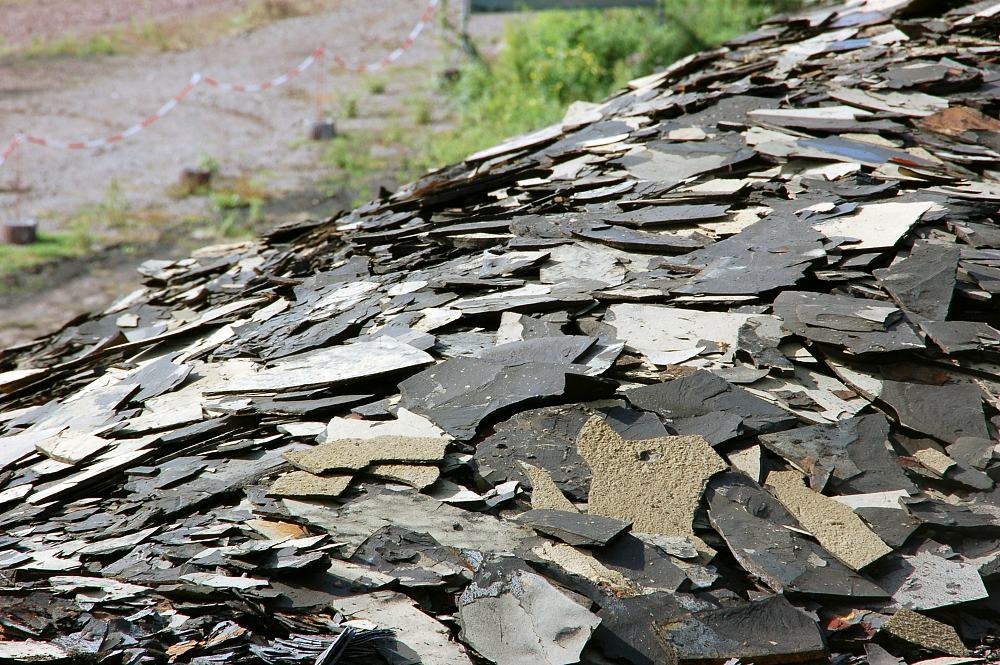
Oljeskiffer
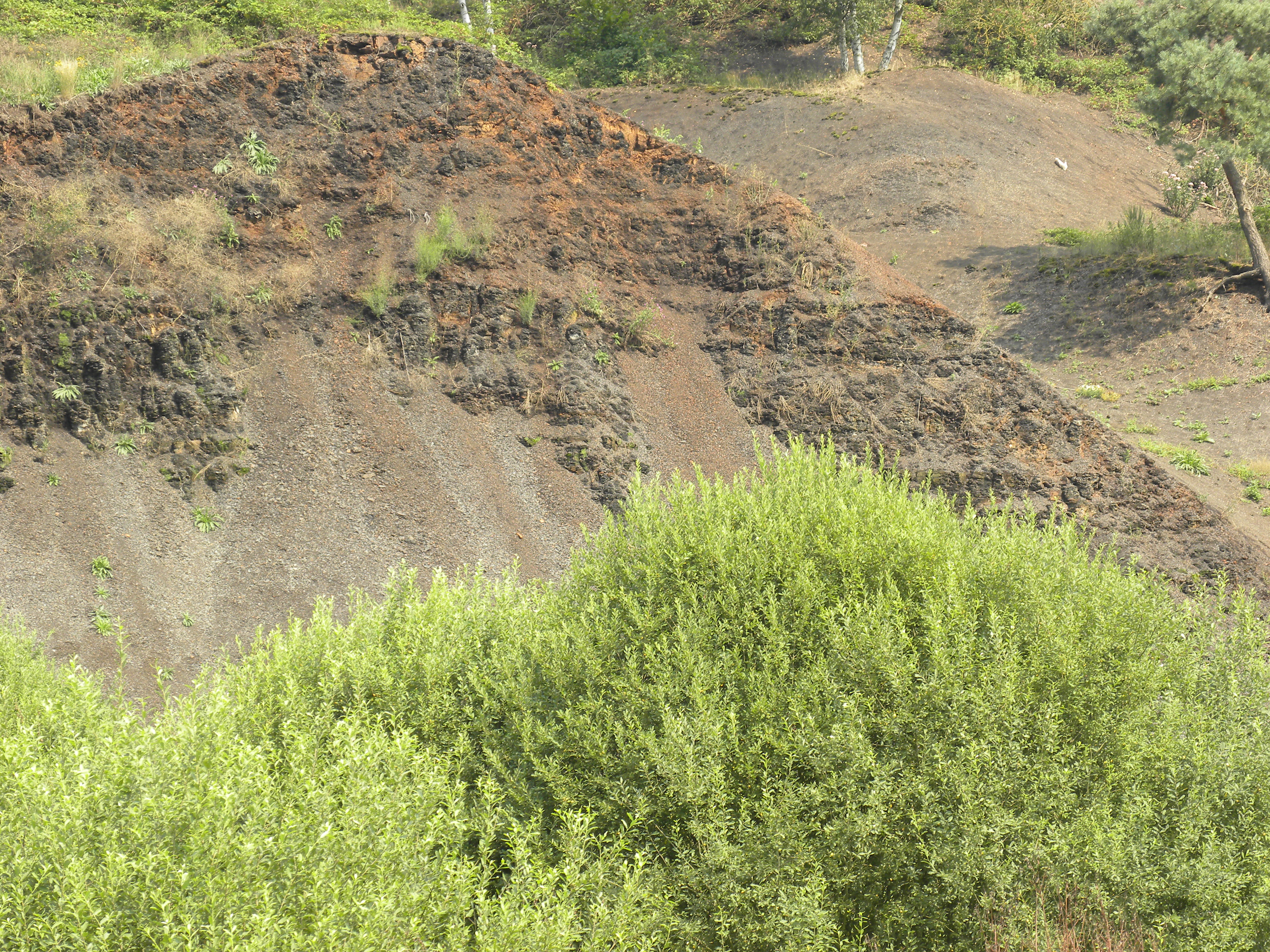

## Gruvans presentation
Gruvans fossil visas huvudsakligen i tre museer: Fossilien- und Heimatmuseum Messel, Hessisches Landesmuseum i Darmstadt och Naturmuseum Senckenberg. På platsen erbjudas guidade vandringar. En utsiktspunkt och ett flertal informationstavlor finns för spontana besökare. För närvarande planeras ett besöks- och informationscentrum vid gruvans kant.